# Батт, Джон
Джон Хёрст Батт (англ. John Hurst Butt; 30 октября 1850, South Witham, Линкольншир — 1939, Суррей) — британский стрелок, призёр летних Олимпийских игр.

## Биография
Батт участвовал в двух Олимпийских играх в соревнованиях по трапу. На летних Олимпийских играх 1908 в Лондоне он стал третьим среди команд и 24-м среди отдельных спортсменов. На следующих летних Олимпийских играх 1912 в Стокгольме Батт участвовал в тех же дисциплинах, заняв второе место среди команд и 19 — среди отдельных спортсменов.